# Partido Independiente (Argentina)
El Partido Independiente, también conocido como Centros Independientes, fue un partido político argentino creado en 1945 que contribuyó a fundar el peronismo. Fue disuelto en 1947 para integrarse al Partido Peronista.[cita requerida]

## Origen
Los Centros Independientes que se formaron espontáneamente después del 17 de octubre de 1945. Allí comenzaron a actuar una serie de dirigentes conservadores que decidieron apoyar políticamente a Juan Perón, en contra de la decisión del Partido Demócrata Nacional que agrupaba a las fuerzas conservadoras en aquel momento y que asumió una posición abiertamente antiperonista. El Partido Independiente conformado poco después, agrupó a los centros y convocó a simpatizantes conservadores, algunos militares y dirigentes independientes sin actuación política previa.[cita requerida]

## Acción política
El Partido Independiente fue dirigido por dos militares: el general Juan Filomeno Velazco y el contralmirante Alberto Teisaire. El primero era un amigo de Perón, que había sido Jefe de Policía durante el 17 de octubre. El segundo uno de los pocos marinos peronistas. También actuaban dirigentes como Héctor José Cámpora, José Emilio Visca, Héctor Sustaita Seeber, entre otros dirigentes conservadores.[cita requerida]
El Partido Independiente fue uno de los tres partidos que sostuvieron la candidatura a presidente de Perón en las elecciones del 24 de febrero de 1946 (los otros dos fueron el Partido Laborista organizado por los sindicatos, y la Unión Cívica Radical Junta Renovadora organizado por radicales). En esas elecciones la Unión Cívica Radical Junta Renovadora, el Partido Laborista y el Partido Independiente obtuvieron el 56% de los votos, ganando la elección presidencial y todas las provincias.
Los tres partidos coordinaron su actuación política mediante una Junta Nacional de Coordinación Política, que presidía el abogado del sindicato ferroviario Juan Atilio Bramuglia. Allí se acordó que cada uno de los partidos elegiría a sus candidatos y que el 50% de los cargos correspondían al Partido Laborista mientras que el 50% restante debía distribuirse por partes iguales entre la Unión Cívica Radical Junta Renovadora y el Partido Independiente.
En 1947 Perón disolvió los tres partidos en que se apoyaba (la Unión Cívica Radical Junta Renovadora, el Partido Laborista y el Partido Independiente) para fusionarlos en el Partido Peronista. La coalición peronista obtuvo 1.527.231 sufragios que significaron 307 electores y la Unión democrática 1.207.155 votos que implicaron 72 electores.
Los dirigentes del Partido Independiente desempeñaron cargos importantes durante el gobierno peronista. Teisaire fue senador por la Capital Federal y presidente provisional del Senado. Velazco fue gobernador de Corrientes y senador nacional por esa provincia. Héctor José Cámpora fue presidente de la Cámara de Diputados; en 1973 sería electo Presidente de la Nación.
Con posterioridad al alejamiento del coronel Domingo Mercante, "el hombre de la lealtad" como segundo hombre en la jerarquía del Partido, Teisaire estuvo a cargo de la presidencia del Consejo Superior del Partido Peronista, donde aseguró el control partidario, hasta que en abril de 1954 fue elegido Vicepresidente de la Nación, ante la vacante que dejó el fallecimiento de Hortensio Quijano.